# 77. sydlige breddekreds
Den 77. sydlige breddekreds (eller 77 grader sydlig bredde) er en breddekreds, der ligger 77 grader syd for ækvator. Den løber gennem Sydlige Ishav og Antarktis.